# Lur
 For alternative betydninger, se Lur (flertydig). (Se også artikler, som begynder med Lur)
Lur er betegnelsen for to forskellige typer af blæseinstrumenter. Den senere type, træluren, blev brugt i middelalderen i Skandinavien. Den ældre type, som har navn efter den senere, er fremstillet af bronze og dateres til bronzealderen. Disse lurer er ofte blevet fundet i par i moser, hovedsageligt i Danmark. I alt er der fundet 56 lurer: 35 (inklusive fragmentariske) i Danmark, 4 i Norge, 11 i Sverige, 5 i det nordlige Tyskland (bl.a i Slesvig-Holsten, Niedersachsen og Mecklenburg), og en enkelt i Letland.

## Bronzelurer
Bronzeinstrumenterne, som nu kaldes for lurer, er efter alt at dømme ikke relateret til lurerne af træ,  og de har fået deres navn af arkæologer i 1800-tallet, efter de 1200-tals træ-lurer, som omtales af Saxo Grammaticus. De stammer sandsynligvis fra første halvdel af det første årtusinde f.Kr. 
Det største danske lurfund er fra Brudevælte i Nordsjælland. Her blev fundet tre lurpar sammen, dvs. i alt seks lurer. Andre vigtige lurfund stammer fra Maltbæk mose i Malt Herred, Ribe amt; Folvisdam mose, Tyrsting Herred,Skanderborg amt; Ulvkær syd for Hirtshals, Vennebjerg herred, Hjørring amt Hjørring amt; Tellerup,
 Vends Herred, Odense amt; Rørlykke mose  i Svendborg amt; Boeslunde, Slagelse Herred, i Sorø amt; Lommelev og Radbjerg mose  i Maribo amt og Hallenslev i Holbæk amt samt Blidstrup i Frederiksborg amt. 

### Benyttelse
De fleste lurer er fundet i par, altid med rørene svunget spejlvendt i forhold til hinanden og  afstemt efter hinanden, så de kunne spilles på sammen. Helleristningerne i Tanum viser bl.a lurspillende mænd to og to. Lurer er bygget af S-formede, koniske rør uden fingerhuller. De blæses som vore dages messinginstrumenter, og de lyder lidt som basuner. Den modsatte ende af blæsehullet er trukket ud, som klokken på et moderne messinginstrument, men ikke i samme grad. En typisk bronzelur er omkring to meter lang.

### Fremstilling
Fremstillingen af lurer krævede en høj grad af håndværksmæssig kunnen. Formodentlig er kunsten at støbe lurer blevet udviklet og forfinet over meget lang tid. Lurerne repræsenterer de ypperste bronze-objekter, som indtil nu er kendt. 
De er støbt ved hjælp af teknikken kaldet a cire perdue (med tabt voks). Ved teknikken udføres lurdelene i voks med en indre kerne og en ydre kappe af ler. Kappe og kerne holdes på plads af flere kernestøtter under støbeprocessen, hvor voksen bliver erstattet af bronze. Lurerne er støbt i mindre enheder, som så er tildannet i svalehaleform i enderne og entet støbt sammen eller samlet i en muffe – det sidste er det mest holdbare.  Disse samlinger kan ofte slet ikke ses på overfladen, da de er skjult med rillede bånd, muffer eller er udført så perfekt, at de kun kan ses på røntgenfotografier. Teknikken med at støbe rør var kendt af Antikkens folk, men gik siden tabt, for at genopdages omkring år 1400.
Mundstykkerne kunne tages af under transport. Lurerne fra Brudevælte er forsynet med en lås mellem rør og mundstykke.

## Lyden af Lur
Der er lavet adskillige indspilninger og demonstrationer med lurer. I Danmark blev lur-spil demonstreret for første gang i 1893 af musikologen Angul Hammerich i forbindelse med en forelæsning i København. Senere har andre indspillet lur-spil og musik på instrumenter inspireret af lurer. I 1999 udkom CD'en Bronze & Brass, indspillet af Royal Danish Brass, med tre lur-spil numre blæst på lurerne fundet i Brudevælte og Folvisdam.